# Philp
Philp är en svensk adelsätt med ursprung från Skottland.  Äldste kände stamfader är fogden i Ormestoun, Jacob (James) Philp. Hans sonsons son, Stefan Philp, var bailiff i St Andrews. Dennes son, översten och chefen för Västmanlands regemente och kommendanten i Stettin, William Philp (1593–1668), kom i svensk tjänst 1624. yngre grenen överflyttade ca 1880 till USA och skriver sig von Philp. 
William Philp till Uddnäs och Ekeby i Almunge socken och Knutby socken, föddes 1593 i Skottland och inflyttade 1624 till Sverige. Löjtnant vid Upplands regemente 1625, 1626 kapten 1626 och 1632 regementskvartermästare. Major 1636 och överstelöjtnant samma år. Naturaliserad svensk adelsman introducerad 1638 under nr 242. Avsked som överste 1658. Död 1668-08-18 och begraven i Almunge kyrka, där hans vapen med påskrift uppsattes. Gift med Märta Månesköld af Seglinge, dotter till Christer Carlsson Månesköld af Seglinge, och Brita Björnsdotter (Bååt).

## Kända medlemmar
- Hugo von Philp